# Malta Eurovision Song Contest 2016
La sesta edizione del Malta Eurovision Song Contest si è svolta tra il 22 e il 23 gennaio 2016 presso il Mediterranean Conference Centre di La Valletta e ha selezionato il rappresentante di Malta all'Eurovision Song Contest 2016.
La vincitrice è stata Ira Losco con Chameleon.

## Organizzazione
L'emittente radiotelevisiva maltese Public Broadcasting Services (PBS) ha annunciato l'intenzione di partecipare all'Eurovision Song Contest 2016, ospitato dalla capitale svedese Stoccolma, il 3 settembre 2015, confermando l'utilizzo di una competizione musicale per selezionare il proprio rappresentante.
Le candidature sono state ricevute tra il 29 e il 30 ottobre dello stesso anno, accompagnate obbligatoriamente da una cover di un qualsiasi altro brano. Gli autori dei pezzi proposti potevano essere di qualsiasi nazionalità, a patto che l'artista fosse maltese o possedesse la cittadinanza maltese. In totale sono state ricevuti 153 brani, ridotti poi a 49 e infine a 20.
Entrambe le serate sono state condotte da Ben Camille e trasmesse sia su TVM che sui siti tvm.com.mt ed eurovision.tv.

### Formato
L'evento è consistito in una semifinale, nella quale si sono esibiti i 20 brani selezionati, e una finale con i 14 partecipanti selezionati nella serata precedente. Il punteggio è stato deciso da una combinazione di televoto e giuria.
La giuria di esperti è stata formata da:
- Nick Clark-Lowes, editor video inglese;
- Vjara Ankova, giornalista bulgara e manager generale di Bălgarska Nacionalna Televizija (BNT);
- Sabrija Vulić, capo della delegazione del Montenegro all'Eurovision Song Contest;
- Luke Fisher, giornalista inglese;
- Quinton Scerri, produttore e conduttore televisivo maltese.

## Partecipanti
La lista dei partecipanti in ordine alfabetico, annunciati da PBS l'11 dicembre 2015 durante il programma Xarabank:
| Artista       | Brano                 | Compositori                                                                      |
| ------------- | --------------------- | -------------------------------------------------------------------------------- |
| Brooke        | Golden                | Christian Schneider, Aidan O'Connor, Sara Biglert e Brooke Borg                  |
| Corazon       | Falling Glass         | Sara Ljunggren, Giōrgios Kalpakidīs e Jonas Gladnikoff                           |
| Christabelle  | Kingdom               | Elton Zarb e Matthew Mercieca                                                    |
| Danica        | Frontline             | Philip Vella ed Emil Calleja Bayliss                                             |
| Daniel Testa  | Under the Sun         | Daniel Testa, Elton Zarb e Matthew Mercieca                                      |
| Dario         | I Love You            | Henric Pierroff e Sandra Nordstrom                                               |
| Deborah C     | All Around the World  | Matthew Ker, Jonas Gladnikoff, Michael James Down, Primož Poglajen ed Angie Laus |
| Domenique     | Empty Hearted         | Dīmītrī Stassos, Ylva Persson e Linda Persson                                    |
| Dominic       | Fire Burn             | Will Taylor, Jonas Gladnikoff e Natasha Turner                                   |
| Franklin      | Little Love           | Cyprian Cassar e Matthew Mercieca                                                |
| Ira Losco     | Chameleon             | Ira Losco e Talkback                                                             |
| Ira Losco     | That's Why I Love You | Ira Losco, Howard Keith Debono, Matthias Strasser e Stefan Moessle               |
| Jasmine       | Alive                 | Paul Abela, Michael James Down, Marie Pettersson e Filip Lindfors                |
| Jessika       | The Flame             | Philip Vella e Gerard James Borg                                                 |
| Kim           | Lighthouse            | Cyprian Cassar e Matthew Mercieca                                                |
| Lawrence Gray | You're Beautiful      | Paul Giordimaina e Fleur Balzan                                                  |
| Maxine        | Young Love            | Elton Zarb e Matthew Mercieca                                                    |
| Raquel        | Flashing Lights       | Elton Zarb e Matthew Mercieca                                                    |
| Sarah Crystal | Right Here with You   | Toby Farrugia, Pamela Bezzina e Sarah Crystal                                    |
| Stefan Galea  | Light Up My Life      | Ylva Persson e Linda Persson                                                     |

## Semifinale
La semifinale si è svolta il 22 gennaio 2016 e ha visto competere i 20 brani partecipanti.
Si sono esibiti come intervalli: Amber (vincitrice dell'edizione precedente nonché rappresentante di Malta all'Eurovision Song Contest 2015) con Warrior, The Crowns e The New Victorians.
| #  | Artista       | Brano                 |
| -- | ------------- | --------------------- |
| 1  | Ira Losco     | Chameleon             |
| 2  | Corazon       | Falling Glass         |
| 3  | Stefan Galea  | Light Up My Life      |
| 4  | Domenique     | Empty Hearted         |
| 5  | Dario         | I Love You            |
| 6  | Daniel Testa  | Under the Sun         |
| 7  | Jessika       | The Flame             |
| 8  | Jasmine       | Alive                 |
| 9  | Raquel        | Flashing Lights       |
| 10 | Brooke        | Golden                |
| 11 | Kim           | Lighthouse            |
| 12 | Sarah Crystal | Right Here with You   |
| 13 | Danica        | Frontline             |
| 14 | Christabelle  | Kingdom               |
| 15 | Franklin      | Little Love           |
| 16 | Dominic       | Fire Burn             |
| 17 | Ira Losco     | That's Why I Love You |
| 18 | Lawrence Gray | You're Beautiful      |
| 19 | Maxine        | Young Love            |
| 20 | Deborah C     | All Around the World  |

## Finale
La semifinale si è svolta il 23 gennaio 2016 e ha visto competere i 14 artisti qualificatisi dalla semifinale.
Si sono esibiti come intervalli: Destiny Chukunyere (vincitrice del Junior Eurovision Song Contest 2015) con Not My Soul e cover di altri brani e Amber, accompagnata dai ballerini della Southville Dancers.
| #  | Artista       | Brano                | Punteggio | Punteggio | Punteggio | Posizione |
| #  | Artista       | Brano                | Giuria    | Televoto  | Totale    | Posizione |
| -- | ------------- | -------------------- | --------- | --------- | --------- | --------- |
| 1  | Deborah C     | All Around the World | 8         | 0         | 8         | 11°       |
| 2  | Franklin      | Little Love          | 38        | 6         | 44        | 3°        |
| 3  | Daniel Testa  | Under the Sun        | 2         | 0         | 2         | 14°       |
| 4  | Brooke        | Golden               | 48        | 10        | 58        | 2°        |
| 5  | Raquel        | Flashing Lights      | 11        | 1         | 12        | 9°        |
| 6  | Christabelle  | Kingdom              | 30        | 8         | 38        | 4°        |
| 7  | Corazon       | Falling Glass        | 10        | 5         | 15        | 8°        |
| 8  | Dominic       | Fire Burn            | 5         | 0         | 5         | 13°       |
| 9  | Jessika       | The Flame            | 15        | 4         | 19        | 7°        |
| 10 | Jasmine       | Alive                | 23        | 3         | 26        | 6°        |
| 11 | Lawrence Gray | You're Beautiful     | 5         | 2         | 7         | 12°       |
| 12 | Maxine        | Young Love           | 29        | 7         | 36        | 5°        |
| 13 | Ira Losco     | Chameleon            | 56        | 12        | 68        | 1°        |
| 14 | Kim           | Lighthouse           | 10        | 0         | 10        | 10°       |

## All'Eurovision Song Contest

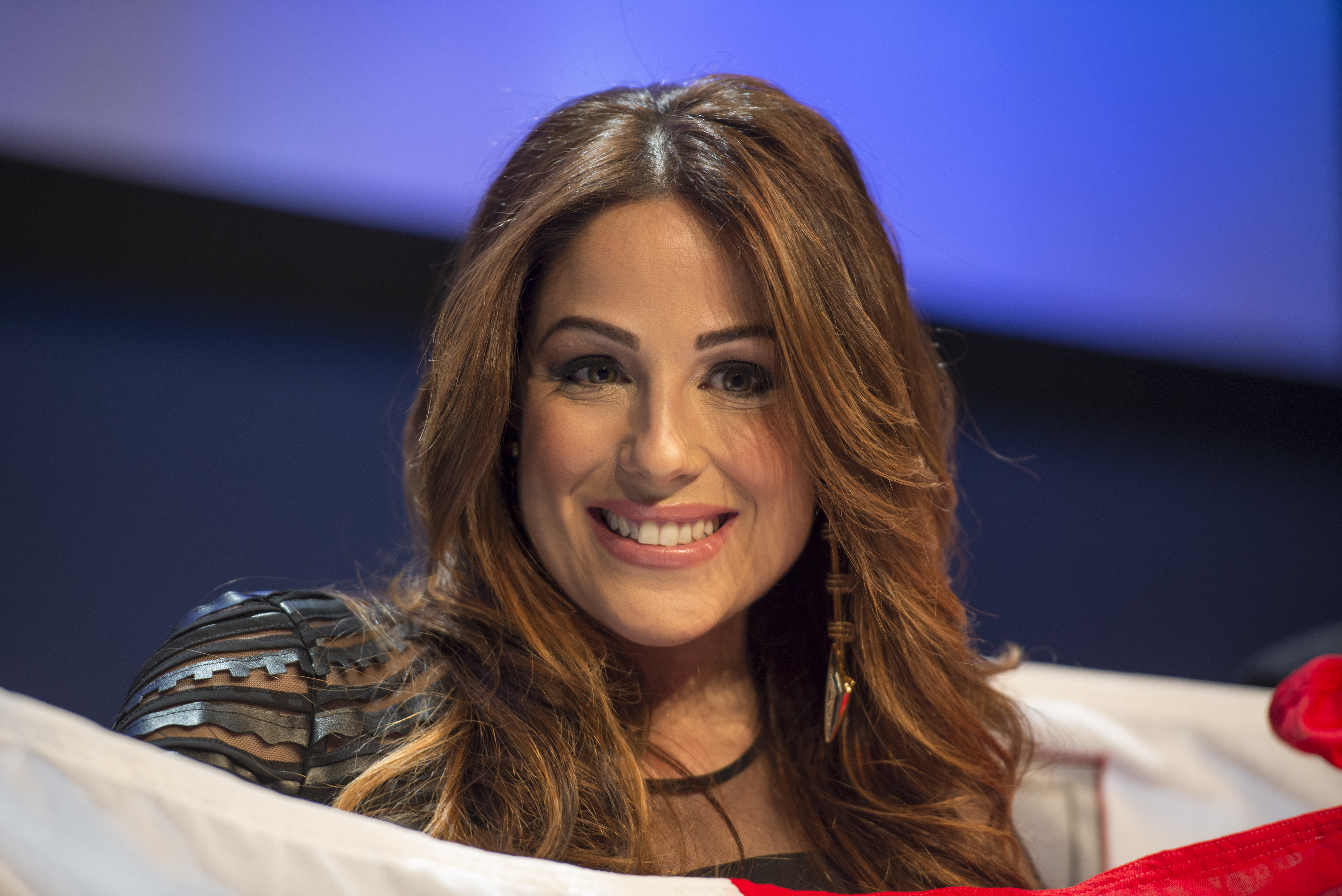
Ira Losco durante il meet and greet

In seguito alla vittoria al concorso musicale, Losco si è detta disposta a partecipare all'Eurovision Song Contest 2016 con un brano differente da Chameleon. PBS ha successivamente annunciato che una giuria internazionale, composta da esperti provenienti da 10 paesi differenti oltre che maltesi, avrebbe valutato tra 10 canzoni proposte, incluso un revamp di Chameleon. Il 14 marzo 2016 l'emittente ha confermato che il brano Walk on Water, scritto e composto da Lisa Desmond, Tim Larsson, Tobias Lundgren, Molly Pettersson Hammar e Losco stessa, era stato selezionato per rappresentare il paese all'Eurovision.
Malta si è esibita al 18º posto nella prima semifinale, classificandosi al 3º posto con 209 punti e qualificandosi per la finale dove, esibendosi al 22º posto, si è classificata al 12º posto con 153 punti.

### Voto

#### Punti assegnati a Malta
| Giurie (1° con 155 punti)                 | Giurie (1° con 155 punti)         | Giurie (1° con 155 punti)                                              | Giurie (1° con 155 punti) | Giurie (1° con 155 punti)                                   |
| 12                                        | 10                                | 8                                                                      | 7                         | 6                                                           |
| ----------------------------------------- | --------------------------------- | ---------------------------------------------------------------------- | ------------------------- | ----------------------------------------------------------- |
| - Armenia - Austria - Ungheria            | - Francia - Montenegro - Svezia   | - Cipro - Estonia - Finlandia - Paesi Bassi - Repubblica Ceca - Russia | - Croazia - Spagna        | - Islanda - Moldavia                                        |
| 5                                         | 4                                 | 3                                                                      | 2                         | 1                                                           |
| - San Marino                              | - Azerbaigian - Grecia            |                                                                        | - Bosnia ed Erzegovina    |                                                             |
| Televoto (9° con 54 punti)                |                                   |                                                                        |                           |                                                             |
| 12                                        | 10                                | 8                                                                      | 7                         | 6                                                           |
|                                           | - Armenia                         | - Azerbaigian                                                          |                           |                                                             |
| 5                                         | 4                                 | 3                                                                      | 2                         | 1                                                           |
| - Bosnia ed Erzegovina - Cipro - Moldavia | - Islanda - Montenegro - Ungheria |                                                                        | - Estonia - Russia        | - Croazia - Grecia - Paesi Bassi - Repubblica Ceca - Spagna |

| Giurie (4° con 137 punti)          | Giurie (4° con 137 punti)               | Giurie (4° con 137 punti) | Giurie (4° con 137 punti) | Giurie (4° con 137 punti)                        |
| 12                                 | 10                                      | 8                         | 7                         | 6                                                |
| ---------------------------------- | --------------------------------------- | ------------------------- | ------------------------- | ------------------------------------------------ |
| - Montenegro                       | - Austria - Serbia - Ungheria           | - Armenia - Russia        | - Bulgaria - Svezia       | - Azerbaigian - Cipro - Repubblica Ceca - Spagna |
| 5                                  | 4                                       | 3                         | 2                         | 1                                                |
| - Bielorussia - Finlandia - Italia | - Francia - Grecia - Islanda - Lettonia | - Moldavia - San Marino   | - Albania - Estonia       |                                                  |
| Televoto (21° con 16 punti)        |                                         |                           |                           |                                                  |
| 12                                 | 10                                      | 8                         | 7                         | 6                                                |
|                                    |                                         |                           |                           | - Australia                                      |
| 5                                  | 4                                       | 3                         | 2                         | 1                                                |
| - Armenia - Azerbaigian            |                                         |                           |                           |                                                  |

#### Punti assegnati da Malta
| Punti | Giuria          | Televoto        |
| ----- | --------------- | --------------- |
| 12    | Armenia         | Russia          |
| 10    | Russia          | Azerbaigian     |
| 8     | Cipro           | Ungheria        |
| 7     | Montenegro      | Paesi Bassi     |
| 6     | San Marino      | Cipro           |
| 5     | Finlandia       | San Marino      |
| 4     | Moldavia        | Armenia         |
| 3     | Repubblica Ceca | Islanda         |
| 2     | Estonia         | Repubblica Ceca |
| 1     | Austria         | Austria         |

| Punti | Giuria      | Televoto    |
| ----- | ----------- | ----------- |
| 12    | Regno Unito | Australia   |
| 10    | Bulgaria    | Russia      |
| 8     | Italia      | Bulgaria    |
| 7     | Armenia     | Italia      |
| 6     | Francia     | Azerbaigian |
| 5     | Cipro       | Ungheria    |
| 4     | Russia      | Ucraina     |
| 3     | Australia   | Paesi Bassi |
| 2     | Spagna      | Francia     |
| 1     | Israele     | Regno Unito |